# دهستان مشرحات
دهستان مشرحات، یکی از دهستان‌های بخش غیزانیه شهرستان اهواز در استان خوزستان ایران است. مرکز این دهستان، روستای مشرحات است.

## جمعیت
بر پایه سرشماری عمومی نفوس و مسکن در سال ۱۳۹۵، جمعیت دهستان مشرحات برابر با ۱۲٬۶۷۵ نفر بوده است.